# 二元對立
二元對立是指一對彼此有關但意義完全相反的概念，二元對立最經典的例子，是理性（rational）與感性（emotional）的二分；而在西方哲學中，理性一向比感性獲得更高的評價。另一個例子，是存在（presence）與缺少（absence）的二分；同樣地，前者在西方哲學中的地位遠高於後者。這些對立的「理念」之間有相似性，例如前述的理性、存在，和很多其他的如男性（與女性對立）、說話能力（speech）（與寫作能力（writing）對立）。
在後女性主義、後殖民主義、後無政府主義和批判種族理論就以二元對立論為例子進行批判。批評者認為，對於很多概念，如男性／女性、文明／野蠻、白種人／有色人種的二分，為西方白種「文明人」的霸權（白人優越主義）提供了藉口。
後結構主義者對二元對立論的批判，並不是單單持相反立場，而著眼於它的解體，而這種解構被視為非政治化的——意思是，在本質上，它對二元對立的任何一方都沒有偏袒。在一對二元對立的理論被視為自我矛盾，而其價值相應下降的時候，理論便會自動解體。